# Claude Lefort
Claude Lefort (Paris, 21 de março de 1924 — Paris, 3 de outubro de 2010) foi um historiador da filosofia e filósofo francês. Ele era politicamente ativo em 1942, sob a influência do seu tutor, o  fenomenologista Maurice Merleau-Ponty (cujas publicações póstumas Lefort posteriormente editou). Por um tempo Lefort escreveu para Les Temps Modernes.
Em sua carreira acadêmica, Lefort lecionou na Universidade de São Paulo, na  Sorbonne e no École des Hautes Études en Sciences Sociales, sendo filiado ao Centre de Recherches politiques Raymond Aron. Ele escreveu sobre os primeiros escritores políticos Nicolau Maquiavel e Étienne de La Boétie e explorou "a empresa totalitária", em sua "negação da divisão social ... [e] a diferença entre a ordem de poder, a ordem da lei e da ordem do conhecimento ".

## Publicações
Em francês
- La Brèche, en collaboration avec Edgar Morin, P. Coudray (pseudônimo de Cornelius Castoriadis), Fayard, Paris, 1968.
- Éléments d'une critique de la bureaucratie, Droz, Genève, 1971. 2a. edição com Gallimard, Paris, 1979.
- The Age of Novelty. Telos 29 (Fall 1976). Telos Press, New York..
- Le Travail de l'œuvre, Machiavel, Gallimard, Paris, 1972 (republié coll. « Tel », 1986).
- Un Homme en trop. Essai sur l'archipel du goulag de Soljénitsyne, Le Seuil, Paris, 1975 (republié, Le Seuil poche - 1986).
- Les Formes de l'histoire, Gallimard, Paris, 1978.
- Sur une colonne absente. Autour de Merleau-Ponty, Gallimard, Paris, 1978.
- L'Invention démocratique. Les Limites de la domination totalitaire, Fayard, Paris, 1981.
- Essais sur le politique : XIXe et XXe siècles, Seuil, Paris, 1986.
- Écrire à l'épreuve du politique, Calmann-Lévy, Paris, 1992.
- La Complication, Fayard, Paris, 1999.
- Les Formes de l'histoire. Essais d'anthropologie politique, Gallimard, Paris, «Folio Essais», 2000.
- Le Temps présent, Belin, Paris,2007.

Traduzidas para o inglês
- The Political Forms of Modern Society: Bureaucracy, Democracy, Totalitarianism (MIT Press, 1986)
- Democracy and Political Theory (MIT Press, 1989)
- Writing: The Political Test (Duke University Press, 2000)
- Complications: Communism and the Dilemmas of Democracy (Columbia University Press, 2007)
- Machiavelli in the Making (Northwestern University Press, 2012)